# Велика Тавра
Велика Та́вра (рос. Большая Тавра) — присілок у складі Красноуфімського міського округу (Натальїнськ) Свердловської області.
Населення — 1310 осіб (2010, 1300 у 2002).
Національний склад станом на 2002 рік: марійці — 96 %.